# Мосин, Сергей Иванович

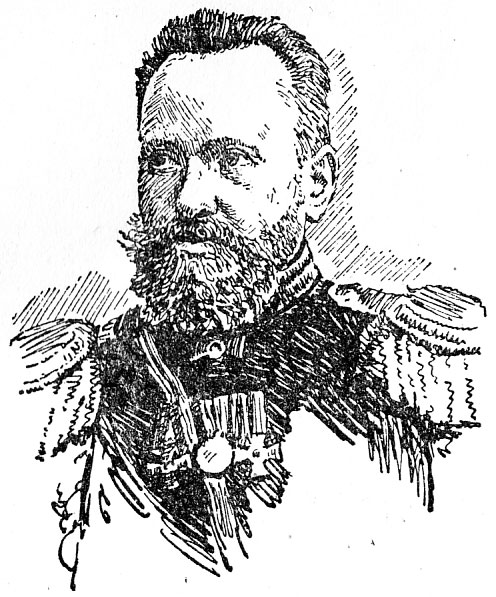

Серге́й Ива́нович Мо́син (2 [14] апреля 1849, Рамонь — 26 января [8 февраля] 1902, Сестрорецк) — русский конструктор и организатор производства стрелкового оружия. Генерал-майор Русской императорской армии.

## Биография
Родился 2 (14) апреля 1849 года в селе Рамонь Воронежской губернии в семье отставного подпоручика, выходца из самых низов русского крестьянства, имевшего за плечами лишь школу кантонистов, а также многие годы безупречной службы — Ивана Игнатьевича Мосина (1810—1890) и местной крестьянки — Феоктисты Васильевны, умершей в 1853 году при родах второго сына — Митрофана.
Учился в Тамбовском (с 16 августа 1861 г.), а затем (с 1 августа 1862 г.) в Воронежском кадетском корпусе (преобразованном в 1865 году в Михайловскую Воронежскую военную гимназию); затем в 1867—1870 годах обучался в Михайловском артиллерийском училище. После успешного окончания училища 21 июля 1870 года был произведён в чин подпоручика и отбыл к месту службы в Царское Село. В 1872 году зачислен в Михайловскую артиллерийскую академию, во время прохождения учёбы был произведён в чин поручика в 1872 году, капитана по полевой конной артиллерии в 1874 году. В 1875 году окончил академию с золотой медалью и направлен на Тульский оружейный завод.
История любви:

Ехать в Тулу Мосина заставили обстоятельства, в том числе семейного характера: его отец уже долгое время находился на службе у тульских помещиков Арсеньевых. Во время последней поездки к отцу он увидел, как постарел, как сдали силы Ивана Игнатьевича. Чувство сыновнего долга требовали быть поближе к отцу. Одновременно Сергея Ивановича, слывшего среди товарищей «научным сухарём» и «схимником», захватило чувство любви к Варваре Николаевне Арсеньевой, которая была замужем за Николаем Владимировичем Арсеньевым, сыном хозяина поместья, воспитывала двух маленьких сыновей и вела затворнический образ жизни. Её муж в основном проводил время в Москве и Петербурге. Летом 1879 года произошло объяснение в любви между молодыми людьми, получившее взаимную поддержку. Объяснение Мосина с мужем Варвары Николаевны закончилось вызовом на дуэль, на что муж написал жалобу начальству, за которой последовали трое суток домашнего ареста. Вызов повторился в помещении Дворянского собрания и в присутствии множества свидетелей, но после новой жалобы последовали две недели домашнего ареста. Через четыре года С. И. Мосин предъявил Арсеньеву просьбу о расторжении брака. Тот потребовал 50 тысяч рублей в обмен на развод. Денег не было. Через восемь лет Мосин создал винтовку, которая дала необходимые средства для соединения с Варварой Николаевной. В 1891 году, спустя 16 лет после первой встречи, их судьбы соединились. 21 апреля 1894 года полковник С. И. Мосин был назначен начальником Сестрорецкого оружейного завода. Вместе с женой и тремя пасынками он прибыл в Сестрорецк, где провёл свои лучшие годы.

Другая версия этой истории:
Сергей Иванович Мосин влюбился в девушку, которая, так совпало, оказалась женой одного помещика, родственника Тургенеева. Между ними зародился роман, который довольно скоро окончился, когда муж обо всем узнал и был крайне недоволен. Мосин вызвал его на дуэль, но тот отказался, и вместо этого потребовал у Мосина за изменщицу 50,000 отступных. Мосин отродясь не видал таких денег, что и подстегнуло его создать знаменитую винтовку.
Поскольку в то время в империи остро стоял вопрос о боевом оснащении армии, за свое изобретение Мосин получил 30,000 и орден Святого Владимира 3 степени.

И хоть для женитьбы денег не хватило, спустя 5 лет Александр III, услышав об этой истории, лично организовал их свадьбу.
В 1875 году назначен на должность помощника начальника мастерской, в 1876 году — на должность начальника приборно‑штыковой мастерской, в 1877 году — начальником замочной мастерской, в 1880 году — начальником инструментальной мастерской, в 1889 году — исполняющим должность председателя приёмной комиссии Тульского оружейного завода. В 1894 году Мосин был переведён начальником Сестрорецкого оружейного завода. Свыше 10 лет (с 1883 года) он наряду с основной службой состоял в Опытной комиссии по испытанию магазинных ружей генерала Н. И. Чагина. Доскональное изучение большого количества зарубежных образцов и отечественных разработок магазинного оружия привело Мосина к выводам о наилучшей конструкции, сочетавшей в себе многие оценённые им достоинства и избегавшей многочисленные недостатки.
В 1883 году Мосин разработал свои первые магазинные винтовки. Так, он усовершенствовал винтовку Бердана, приделав к ней магазин на восемь патронов. 16 апреля 1891 года был утверждён образец «повторительной» четырёхтактной винтовки со серединным магазином калибра 3 линии (7,62 мм), основу которой разработал Мосин. Она получила название «Трёхлинейная винтовка образца 1891 года». В 1900 году на Всемирной выставке в Париже российская «малокалиберная» трёхлинейная штатная винтовка получила Гран-При. Винтовки и карабины системы Мосина нескольких модификаций производилась в России и СССР до 1947 года и находились на вооружении до середины 1970-х годов. После Второй мировой войны винтовки и карабины Мосина производились по лицензии в ПНР, ВНР, РНР.
Умер 26 января (8 февраля) 1902 от воспаления лёгких, похоронен на городском кладбище в Сестрорецке.
На момент смерти Мосин состоял в чине генерал-майора.

## Послужной список[6]
1. Юнкер с 1867 июня 12.
2. Портупей‑юнкер с 1870 июня 27.
3. Подпоручик с 1870 июля 21.
4. Поручик с 1872 ноября 6.
5. Штабс-капитан с 1874 ноября 26.
6. Поручик по гвардейской конной артиллерии с 1876 августа 23.
7. Штабс-капитан по гвардейской конной артиллерии с 1877 марта 27.
8. Капитан по гвардейской конной артиллерии с 1880 апреля 20.
9. Капитан по гвардейской пешей артиллерии с 1883 февраля 13.
10. Полковник по гвардейской пешей артиллерии с 1890 апреля 1.
11. Генерал-майор по полевой пешей артиллерии с 1900 апреля 9.

В военных кампаниях не участвовал.
- Начальник сестрорецкого оружейного завода с 1894 апреля 21.
- Начальник сестрорецкого гарнизона с 1894 августа 6.
- Совещательный член Артиллерийского Комитета Главного Артиллерийского Управления с 1894 года.

## Награды
Российской империи
- 1881 год − орден св. Анны 3-й степени
- 1886 год − орден св. Владимира 4-й степени
- 1892 год − орден св. Анны 2-й степени
- 1895 год − орден св. Владимира 3-й степени
- 1896 год − медаль «В память царствования императора Александра III»

Иностранные
- 1884 год − болгарский орден св. Александра 4-й степени
- 1898 год − бухарский орден Золотой Звезды 2-й степени

Конкурсные
- Золотая Медаль Михайловской артиллерийской академии

## Память о Мосине
- В 1960 году была учреждена Премия имени С. И. Мосина; с 1999 года, 150-й годовщины со дня рождения Мосина, она стала ежегодной[7].
- В нескольких населённых пунктах страны есть памятники С. И. Мосину:
  - В посёлке Рамонь (скульпторы Л. И. и Э. П. Ефановы).
  - В городе Тула (1958, скульптор В. И. Мухина).
  - В городе Тула (2012, бюст, в связи с 300-летием государственного оружейного производства в Туле).
  - В городе Сестрорецк (2001, скульптор Б. А. Петров, архитектор А. Г. Бакусов)[8].

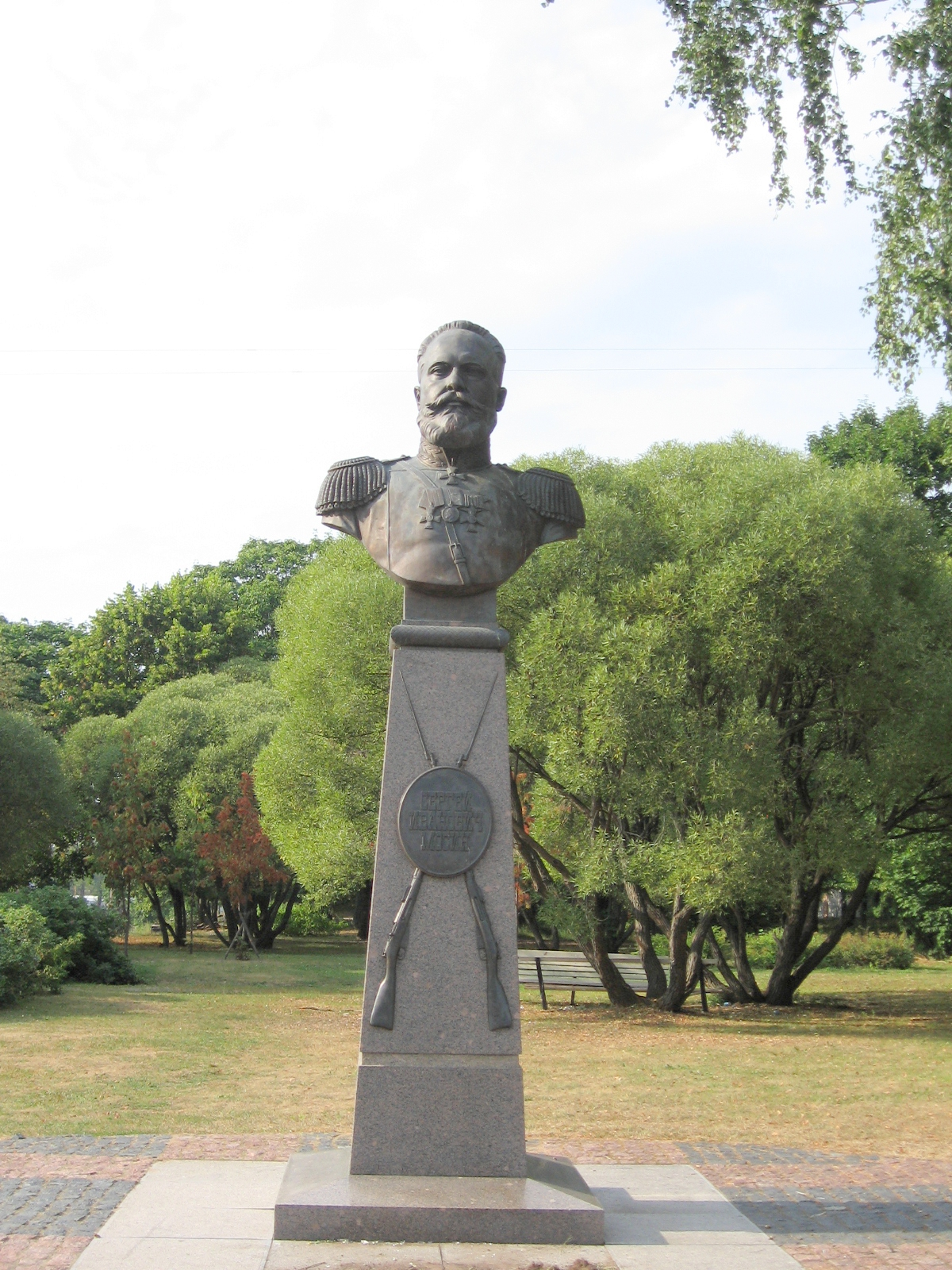
Памятник в Сестрорецке
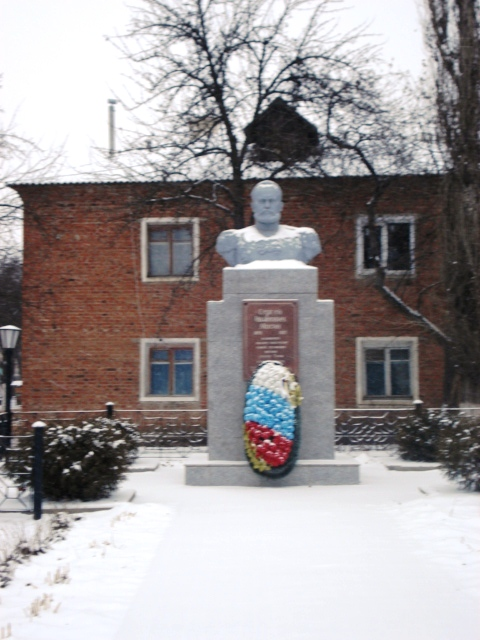
Памятник в Рамони
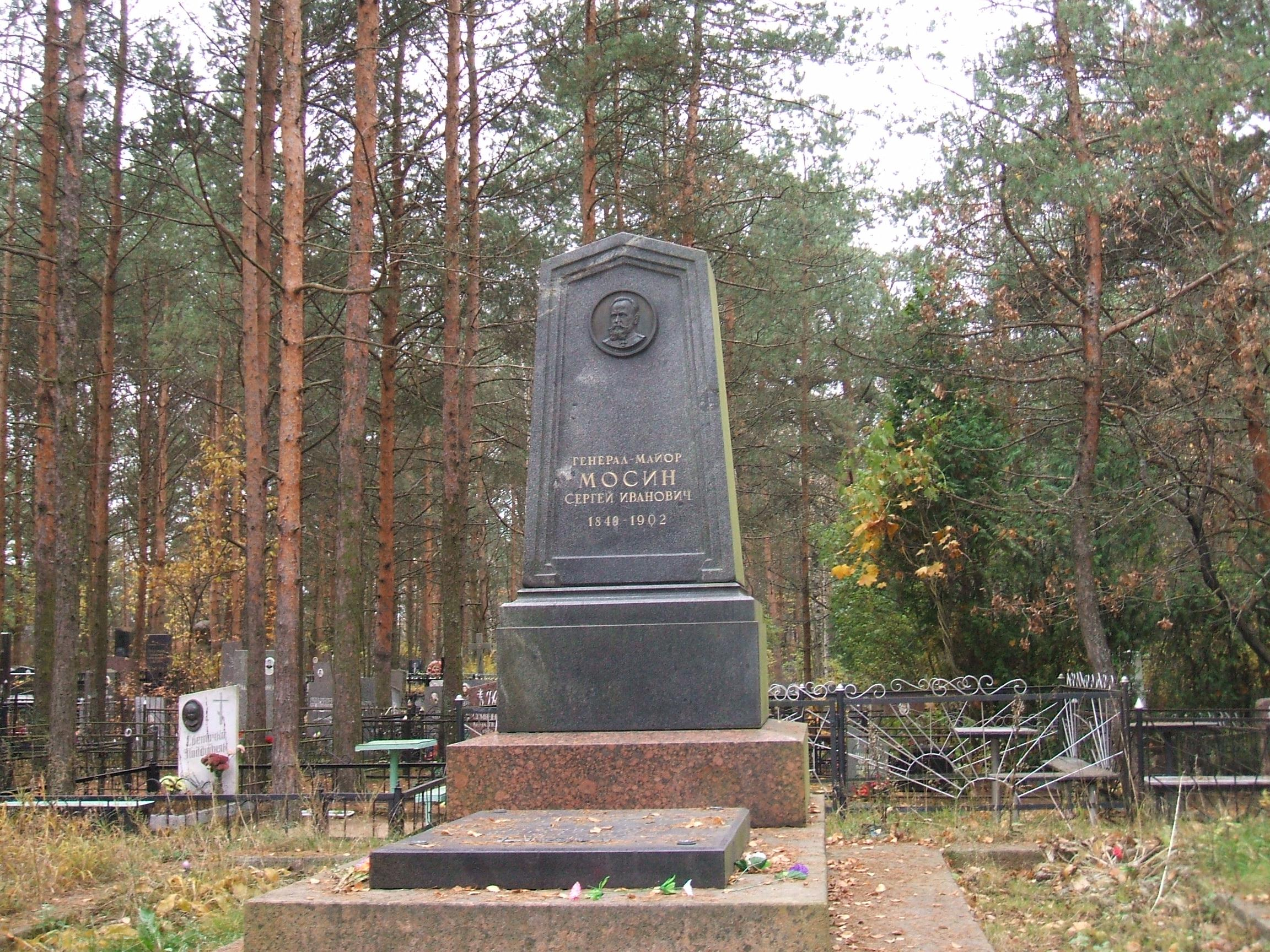
Памятник на могиле Мосина 781711199750006 (ЕГРОКН). 7810299003 (БД Викигида)
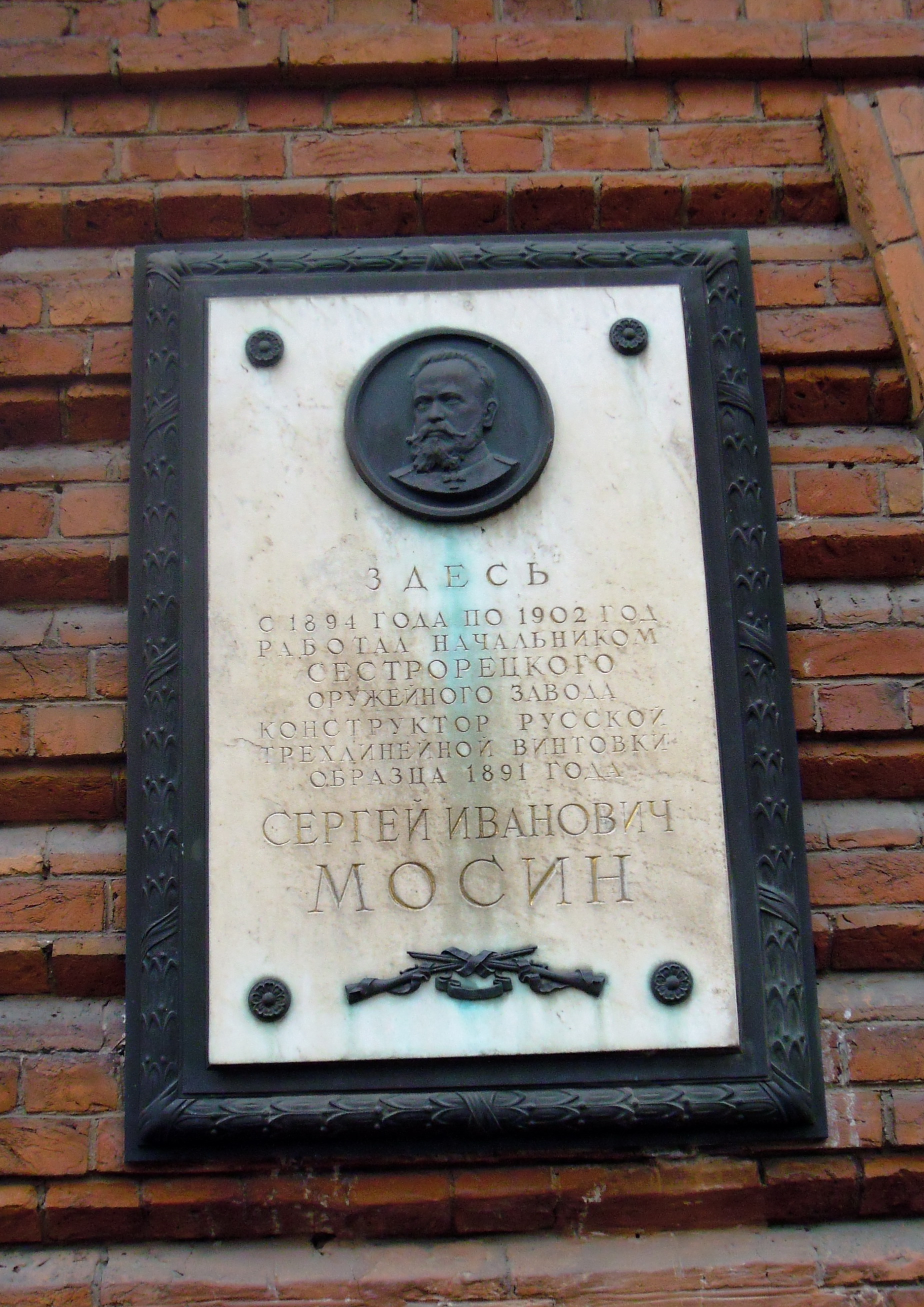
Памятная доска на здании управления СИЗ
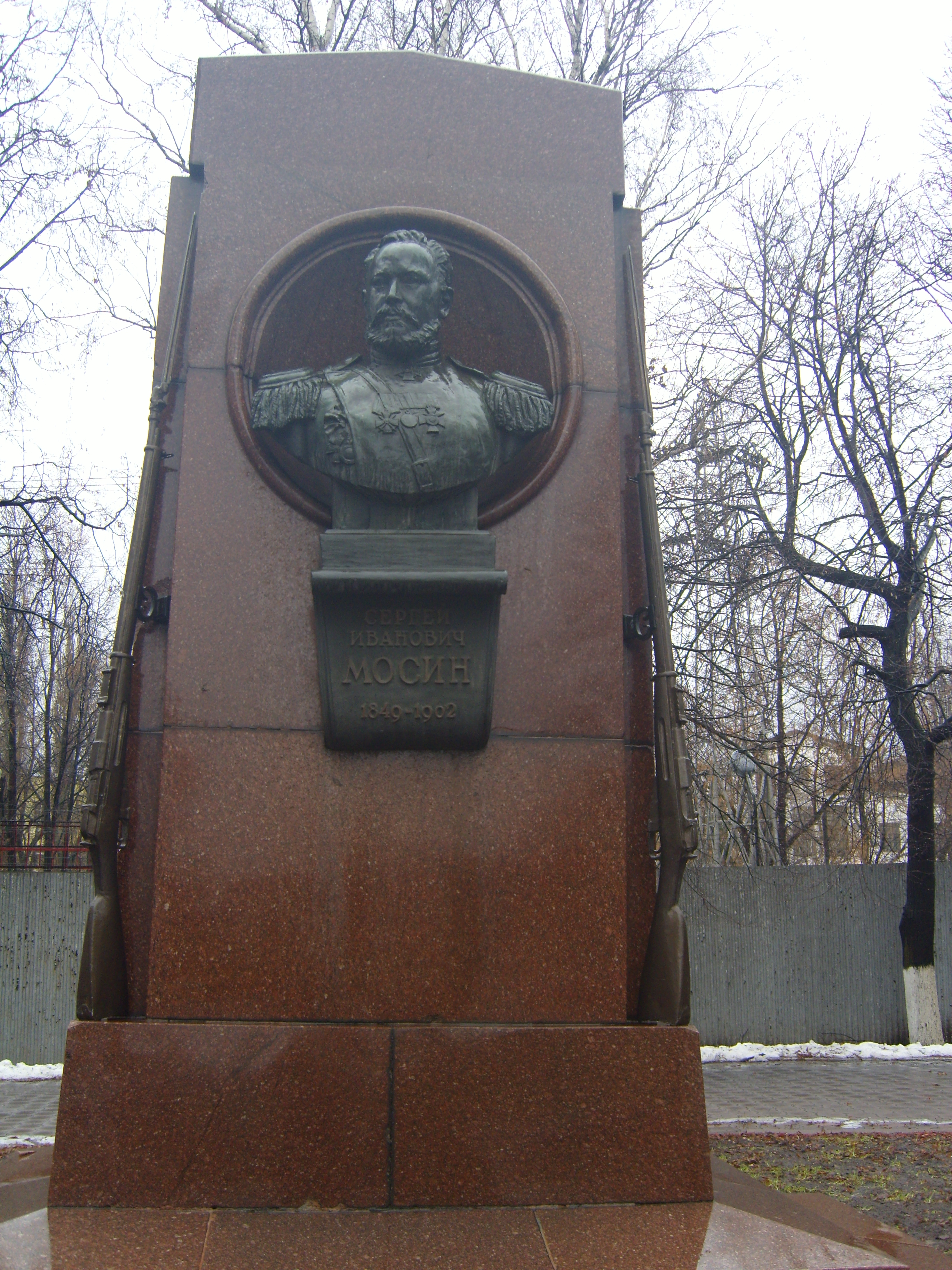
Памятник в Туле

В Сестрорецке его именем названы улица и старейшее профессиональное училище № 120. На здании завода им. С. П. Воскова в 1950 году установлена мемориальная доска. 5 марта 1952 года останки Мосина с упразднённого кладбища с воинскими почестями были перенесены на городское, где в 1958 году установлен памятник с его барельефом (архитектор Прибыловский Г. И). В Туле его именем названа улица, а в дальнейшем имени Мосина стал называться и технологический техникум. В Воронеже и посёлке Рамонь в его честь также названы улицы.